# سان فرناندو (قادس)
سان فرناندو هي مدينة واقعة في مقاطعة قادس، في إسبانيا في منطقة أندلسيا ذاتية الحكم. ويبلغ عدد سكانها 97.500 نسمة. وتغطي 32 كم²، وذات كثافة سكانية تقدر بـ 2923.2 نسمة في كم². إحداثيات المدينة: 28º '36 شمالا، 12º '6 غربا، وتقع على ارتفاع 8 متر و14 كيلومترا من مدينة قادس. هي مسقط رأس مغني الفلامينكو الشهير كامارون ديلا إيسلا وعمدة باريس آن هيدالغو.

## توأمة
لسان فرناندو (قادس) اتفاقيات توأمة مع كل من:
- مونتيني لو بريتانيو
- بادالونا

## أعلام
- آن هيدالغو
- ديفيد بارال
- خوسيه إنريكي فاريلا
- لويس بيرنجوير
- كامارون ديلا إيسلا
- كايتانو فالديز إي فلوريس
- أبراهام ماثيو